# Skjern Sogn (Ringkøbing-Skjern Kommune)
 For alternative betydninger, se Skjern Sogn. (Se også artikler, som begynder med Skjern Sogn)
Skjern Sogn er et sogn i Skjern Provsti (Ribe Stift).
I 1800-tallet var Skjern Sogn et selvstændigt pastorat. Sognet var en sognekommune i Bølling Herred ( Ringkøbing Amt) indtil 1958, hvor Skjern blev købstad. Ved kommunalreformen i 1970 blev Skjern Købstad kernen i Skjern Kommune, der ved strukturreformen i 2007 indgik i Ringkøbing-Skjern Kommune.
I Skjern Sogn ligger Skjern Kirke.
I sognet findes følgende autoriserede stednavne:
- Albæk (bebyggelse)
- Engsig (bebyggelse, ejerlav)
- Ganer (bebyggelse, ejerlav)
- Ganer Kær (bebyggelse)
- Ganer Mølle (bebyggelse)
- Hedeby (bebyggelse, ejerlav)
- Klokkebjerge (bebyggelse)
- Kloster (bebyggelse)
- Knude (bebyggelse)
- Lundenæs (bebyggelse, ejerlav)
- Lundenæs Mark (bebyggelse)
- Lundenæs Plantage (areal)
- Marup (bebyggelse)
- Old (bebyggelse)
- Skjern (købstad, stationsby)
- Skjern Birk (bebyggelse)
- Vejle (bebyggelse)
- Vrå (bebyggelse)
- Øster Skjern (bebyggelse)
- Ånum (bebyggelse, ejerlav)